# Ola Skinnarmo
Ola Helmer Skinnarmo, född 31 maj 1972 i Nylöse församling, är en svensk äventyrare.
Han nådde som förste svensk Sydpolen (solo, dock ej unsupported) i december 1998.[källa behövs]
Skinnarmo begav sig år 2000 iväg på en expedition till Nordpolen tillsammans med äventyraren Göran Kropp. Kropp var tvungen att avbryta expeditionen på grund av förfrysning då han höll en pistol i handen en längre stund vid en isbjörnsattack. Skinnarmo nådde ensam polen och var även förste svensk att göra det.
År 2001 begav sig Skinnarmo tillsammans med ett flertal andra till Grönland med en segelbåt för att tillsammans med Torkel Ideström skida över Grönland på samma sätt som Fridtjof Nansen gjorde 1888. Expeditionen fick dock avbrytas mycket nära slutmålet efter att Ideström ramlat ner i en glaciärspricka och blivit hängande. Hjälp tillkallades och han överlevde.
År 2002 paddlade Skinnarmo i kajak tillsammans med två vänner, runt Svalbard i Salomon August Andrées spår.
År 2003 seglade han och ett flertal andra från Sydamerikas sydspets ner till Elefantön och senare vidare till Sydgeorgien för att skida över ön precis som Ernest Henry Shackleton gjorde år 1916.
Samtliga Ola Skinnarmos äventyr finns i dokumentär/reseberättelseformat på film.